# Jack Lee (réalisateur)
Pour les articles homonymes, voir Jack Lee et Lee.
Jack Lee est un réalisateur britannique né à Stroud le 27 janvier 1913 et décédé le 15 octobre 2002 à Sydney.

## Biographie
Jack Lee a fait ses débuts dans les documentaires, avant d'être chargé de production et monteur. Il réalise une dizaine de longs-métrages, dont Once a Jolly Swagman (en)  en 1949 avec Dirk Bogarde, Le Cheval de bois (The Wooden Horse) en 1950 et Ma vie commence en Malaisie (A Town Like Alice) avec Peter Finch. Il savait particulièrement donner du relief aux scènes d'action.

## Filmographie partielle
- 1943 : Close Quarters
- 1947 : The Woman in the Hall
- 1949 : Once a Jolly Swagman (en)
- 1950 : Le Cheval de bois (The Wooden Horse)
- 1953 : Au sud d'Alger (South of Algiers)
- 1953 : Tournez la clef doucement (Turn the key softly)
- 1956 : Ma vie commence en Malaisie (A Town Like Alice)
- 1957 : À main armée (Robbery Under Arms)
- 1959 : La Table du capitaine (en) (The Captain's Table)
- 1960 : Circle of Deception (en)